# Cavaliers de Nouvelle-Zélande
Les Cavaliers de Nouvelle-Zélande sont une équipe non officielle de rugby à XV composée d'internationaux néo-zélandais qui réalise une tournée de douze matchs en Afrique du Sud en 1986. Cette tournée est hautement controversée en raison du régime d'apartheid alors en vigueur en Afrique du Sud mais également des soupçons de rémunérations masquées pesant sur les joueurs.

## Histoire
La tournée des Cavaliers de Nouvelle-Zélande est mise en place à la suite de l'annulation de la tournée officielle des All Blacks prévue en 1985, la fédération néo-zélandaise de rugby à XV considérant la tournée dans un pays en plein apartheid comme incompatible avec ses statuts. Sur les trente joueurs sélectionnés pour la tournée de 1985, vingt-huit participent à la tournée des Cavaliers, seuls David Kirk et John Kirwan restant au pays.
Les Cavaliers ont pour entraîneur Colin Meads, pour manager Ian Kirkpatrick et pour capitaine désigné Andy Dalton. Durant la tournée, les Cavaliers jouent quatre matchs contre l'Afrique du Sud, gagnant un match pour trois défaites. Ils jouent également huit autres rencontres contre des équipes locales en remportant sept.  Dalton, néanmoins, se casse la mâchoire dès le deuxième match contre le Northern Transvaal et ne peut plus jouer de la tournée.  C'est Jock Hobbs qui assument le capitanat pour les matchs contre les Springboks et Andy Haden pour le reste des matchs.
La tournée fait l'objet de nombreuses contestations et condamnations en raison du régime d'apartheid alors en vigueur en Afrique du Sud, au point qu'il n'y a plus eu de rencontres de rugby entre Sud-Africains et Néo-Zélandais jusqu'à la fin du régime d'apartheid. Cette réaction de l'opinion publique néo-zélandaise fait suite à la tournée très controversée des Springboks en Nouvelle-Zélande de 1981 qui a provoqué des manifestations dans toute l'Europe et une condamnation mondiale. À cela s'ajoute la rumeur qui veut que les joueurs néo-zélandais aient reçus de fortes sommes d'argent en liquide, une pratique controversée dans un sport alors considéré comme amateur. 
À leur retour, la fédération néo-zélandaise suspend tous les membres des Cavaliers pour les deux matchs suivants de l'équipe nationale et sélectionne à la place un groupe de jeunes joueurs. Certains des membres de l'équipe de remplaçants, rapidement surnommée les Baby Blacks, forment l'ossature des All Blacks pour les années de succès qui s'ensuivent (victoire lors de la première Coupe du monde) tandis que bien des Cavaliers ont à batailler pour récupérer leur place en sélection.

## Résultats des matchs
| Date          | Lieu                      | Équipe à domicile        | Score   | Visiteurs                     |
| ------------- | ------------------------- | ------------------------ | ------- | ----------------------------- |
| 23 avril 1986 | Johannesburg              | Juniors Springboks       | 21 – 22 | Cavaliers de Nouvelle-Zélande |
| 26 avril 1986 | Pretoria                  | Northern Transvaal       | 9 – 10  | Cavaliers de Nouvelle-Zélande |
| 30 avril 1986 | Bloemfontein              | Orange Free State        | 9 – 31  | Cavaliers de Nouvelle-Zélande |
| 3 mai 1986    | Johannesburg              | Transvaal                | 24 – 19 | Cavaliers de Nouvelle-Zélande |
| 6 mai 1986    | Le Cap                    | Western Province         | 15 – 26 | Cavaliers de Nouvelle-Zélande |
| 10 mai 1986   | Newlands, Le Cap          | Afrique du Sud           | 21 – 15 | Cavaliers de Nouvelle-Zélande |
| 13 mai 1986   | Durban                    | Natal                    | 24 – 37 | Cavaliers de Nouvelle-Zélande |
| 17 mai 1986   | Kings Park, Durban        | Afrique du Sud           | 18 – 19 | Cavaliers de Nouvelle-Zélande |
| 20 mai 1986   | Johannesburg              | Barbarians sud-africains | 13 – 42 | Cavaliers de Nouvelle-Zélande |
| 24 mai 1986   | Loftus Versfeld, Pretoria | Afrique du Sud           | 33 – 18 | Cavaliers de Nouvelle-Zélande |
| 27 mai 1986   | Potchefstroom             | Western Transvaal        | 18 – 26 | Cavaliers de Nouvelle-Zélande |
| 31 mai 1986   | Ellis Park, Johannesburg  | Afrique du Sud           | 24 – 10 | Cavaliers de Nouvelle-Zélande |

## Composition de l'équipe

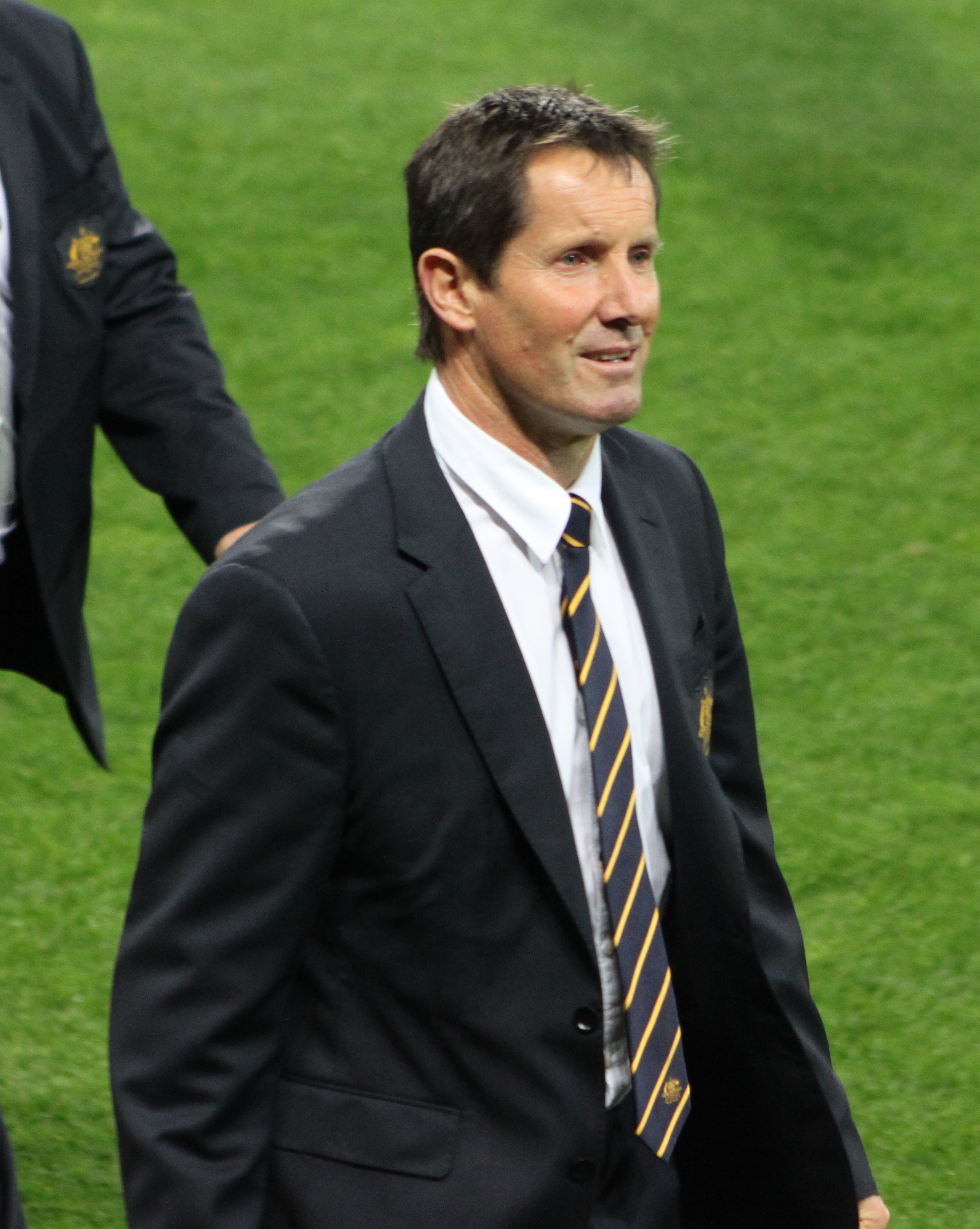
Robbie Deans fait partie de la sélection des Cavaliers

La liste des vingt-neuf joueurs néo-zélandais qui composent la sélection des Cavaliers est la suivante :
| Entraîneur | Entraîneur             | Colin Meads (entraîneur), Ian Kirkpatrick (manager)                                                                                      |
| Avants     | Pilier                 | Steve McDowall (Auckland), Gary Knight (Manawatu), John Ashworth (Hawke's Bay), Scott Crichton (Wellington)                              |
| Avants     | Talonneur              | Hika Reid (Bay of Plenty), Andy Dalton (cap.) (Counties Manukau)                                                                         |
| Avants     | Deuxième ligne         | Albert Anderson (en) (Canterbury), Murray Pierce (Wellington), Mark Shaw (Hawke's Bay), Alan Whetton (Auckland), Gary Whetton (Auckland) |
| Avants     | Troisième ligne aile   | Andy Haden (Auckland), Jock Hobbs (Canterbury), Frank Shelford (Bay of Plenty)                                                           |
| Avants     | Troisième ligne centre | Murray Mexted (Wellington), Buck Shelford (North Harbour)                                                                                |
| Arrières   | Demi de mêlée          | Andrew Donald (Wanganui), Dave Loveridge (Taranaki)                                                                                      |
| Arrières   | Demi d'ouverture       | Wayne Smith (Canterbury), Grant Fox (Auckland)                                                                                           |
| Arrières   | Centre                 | Bill Osborne (Wanganui), Steven Pokere (Auckland), Victor Simpson (Canterbury), Warwick Taylor (Canterbury)                              |
| Arrières   | Ailier                 | Mike Clamp (Wellington), Bernie Fraser (Wellington), Craig Green (Canterbury)                                                            |
| Arrières   | Arrière                | Kieran Crowley (Taranaki), Robbie Deans (Canterbury)                                                                                     |